# Пруэтт, Гарольд
Гарольд Пруэтт (англ. Harold Pruett; 13 апреля 1969, Анкоридж — 21 февраля 2002, Лос-Анджелес, Калифорния) — американский актёр кино и телевидения.

## Биография
Родился в Анкоридже, Аляска в 1969 году. Пруэтт дебютировал как актёр в возрасте пяти лет в фильме 1976 года «Сибил» с Салли Филд в главной роли. Затем он появился в фильмах «Кошмар летнего лагеря» (1987), «Искуситель» (1988), «Объятия вампира» (1995) и «Драгоценная находка» (1996).
В 1970-х и 1980-х годах Пруэтт появился в многочисленных телесериалах, включая «Чудо-Женщину», «Предоставьте это Биверу», «Твой ход», «Глаза в глаза», «лучшие времена», «Отель» и «Ночной суд». В конце 1980-х и начале 1990-х годов он снялся в нескольких музыкальных клипах, включая два для поп-певицы Мартики: «More Than You Know» (1989) и «Colored Kisses» (1992).
В 1990 году Пруэтт получил свою первую совместную телевизионную роль в музыкальной подростковой драме NBC «Hull High». Из-за низких рейтингов сериал был отменен в октябре 1990 года после девяти эпизодов. Позже в том же году он получил роль Стива Рэндла в телевизионной адаптации романа С. Э. Хинтона 1967 года «Изгои», который транслировался на канале Fox. Он также была отменён после одного сезона из-за низких рейтингов. с 1992 по 1993 год, у Пруэтта была второстепенная роль Брэда Пенни в подростковой комедии «Паркер Льюис не может проиграть». Последний фильм Пруэтта — независимая драма 1998 года «Правильный путь».
21 февраля 2002 года Пруэтт умер от передозировки наркотиков в Лос-Анджелесе. Его похороны состоялись на Голливудском кладбище 1 марта. У Пруэтта остались жена Дженнифер Кэттелл и сын Таннен. Мать и друзья Пруэтта создали Фонд борьбы с наркоманией Гарольда Пруэтта в его память.